# كاثرين باش ميلر
كاثرين باش ميلر (بالإنجليزية: Kathryn Bache Miller)‏ هي نجمة اجتماعية أمريكية، ولدت في 19 أبريل 1896 في نيويورك في الولايات المتحدة، وتوفي بنفس المكان في 15 أكتوبر 1979.